# 桂朝彦
桂 朝彦（かつら あさひこ、1888年（明治21年）7月19日 - 1950年（昭和25年）6月6日）は、大日本帝国陸軍軍人。最終階級は陸軍少将。功四級。

## 経歴
1888年（明治21年）に山口県で生まれた。陸軍士官学校第21期卒業。1936年（昭和11年）12月1日に陸軍歩兵大佐進級と同時に留守第12師団司令部附となり、旧制佐賀高校に配属された。1938年（昭和13年）7月に第12師団第1後備隊長に転じ、1939年（昭和14年）1月19日に歩兵第11連隊補充隊長、8月1日に留守第5師団司令部附を経て、1940年（昭和15年）10月に高雄要塞司令官に着任した。
1941年（昭和16年）3月1日に陸軍少将に進級し、12月29日に歩兵第20旅団長（第13軍・第116師団）に就任し、1942年（昭和17年）12月に同旅団が第116歩兵団に改編されると、そのまま団長となった。1943年（昭和18年）3月1日に第4独立守備隊長に転じ、11月24日に第31警備司令官（第5方面軍）に就任。1945年（昭和20年）3月19日に新編された独立混成第101旅団長（第5方面軍・第7師団）となり、北海道標茶で終戦を迎えた。
1947年（昭和22年）11月28日、公職追放仮指定を受けた。